# 芜湖职业技术大学
芜湖职业技术大学是一所位于中国安徽省芜湖市的高等职业院校。该校创建于1983年，为教育部批准更名的全国第三所职业技术学院，是全国首批、安徽首所国家示范性高等职业院校。2012年芜湖信息技术职业学院并入学校。

## 校史沿革
1983年，创建原芜湖联合大学。
1997年5月，原国家教委批准更名为芜湖职业技术学院。
2000年8月，经安徽省人民政府批准，芜湖农业学校并入学校。
2001年，被教育部确定为全国31所示范性职业技术学院建设单位之一。
2009年，通过教育部、财政部国家示范性高等职业院校项目验收，成为全国首批、安徽省首所国家示范性高职院校。
2012年5月，经安徽省人民政府批准，芜湖职业技术学院与芜湖信息技术职业学院合并，组建新的芜湖职业技术学院。

## 院系设置
学校设有15个二级学院和3个教学部。
- 二级学院：材料工程学院、电气工程学院、公共管理学院、国际经贸学院、机械工程学院、建筑工程学院、经济管理学院、汽车工程学院、人文旅游学院、生物工程学院、网络工程学院、信息工程学院、艺术传媒学院、应用外语学院、园林园艺学院。
- 教学部：基础部、思政部、体育部。

## 师资概况
以下数据截至2017年3月。
学校现有教授30余名，国家级教学团队1个（电气自动化技术核心课程开发教学团队），安徽省教学团队13个，名师（大师）工作室5个。
国家高层次人才特殊支持计划教学名师1名，全国优秀教师2名，全国模范教师1名。
享受安徽省政府特殊津贴教师1名，安徽省教学名师7名，安徽省教坛新秀18名，安徽省高职（高专）院校专业带头人26名。

## 校园
该校目前共有南、北两个校区，新校区位于芜湖市高校园区。

## 学校排名
根据中国科学评价研究中心、武汉大学中国教育质量评价中心和中国科教评价网发布的“2017年中国高职高专院校竞争力排行榜”显示，该校竞争力位居中国高职高专院校第19位，安徽省第1位。

## 知名校友
- 董明珠：格力电器董事长。
- 程刚：现任芜湖市人民政府副市长，1986年中文秘书专业毕业。